# Эрио, Виржини
Виржини Клэр Дезире Мари Эрио (фр. Virginie Claire Désirée Marie Hériot, 26 июля 1890 — 28 августа 1932) — французская яхтсменка — чемпион Олимпийских игр по парусному спорту 1928 года.

## Биография
Виржини была дочерью Олимпа Эрио, собственника универмага Grands Magasins du Louvre, и Сиприен Дюберн, впоследствии произведённой за филантропическую деятельность в кавалеры Ордена почётного легиона. В 1904 году она вместе с братом Огюстом и семью друзьями семьи совершила круиз по Средиземному морю на борту принадлежащей матери яхты «Ketoomba» (в этом же году переименованной в «El Salvador»), который навсегда сделал её фанатом яхт.
2 мая 1910 года она в Шато де ла Буасье вышла замуж за виконта Франсуа Мари Энка де Сен-Сенош, также влюблённого в море. В качестве приданого они получили яхту «El Salvador», на борту которой и провели медовый месяц; 5 января 1913 года у них родился сын Юбер. В июне 1921 года Виржини и Франсуа развелись, и Виржини с той поры полностью посвятила себя яхтам, почти не появляясь в своих парижских апартаментах.
Ещё в 1912 году Виржини Эрио приобрела свою первую гоночную яхту «L' Aile I», но не смогла тогда выиграть Кубок Франции, который уже два года удерживали англичане.
В 1921 году она приобрела 85-метровую 1492-тонную паровую яхту «Finlandia», впоследствии заменённую на 45-метровую 400-тонную шхуну «L' Ailée», на борту которой Виржини Эрио проводила 10 месяцев в году. С 1922 года она начала выигрывать гонку за гонкой, и в 1928 году на борту «Aile VI» завоевала золотую медаль Олимпийских игр в Амстердаме, а также выиграла Кубок Италии. В 1929 году она наконец-то отобрала у англичан Кубок Франции и выиграла Кубок короля Испании, а в 1931 году на шхуне «Sonia» выиграла гонку в Гавре. За эти победы она была произведена в кавалеры Ордена почётного легиона, а испанский король Альфонсо XIII посетил с семьёй её на борту шхуны «Ailée II» и наградил в 1930 году испанской наградой. Поэт Рабиндранат Тагор назвал Виржини Эрио «Madame de la Mer».

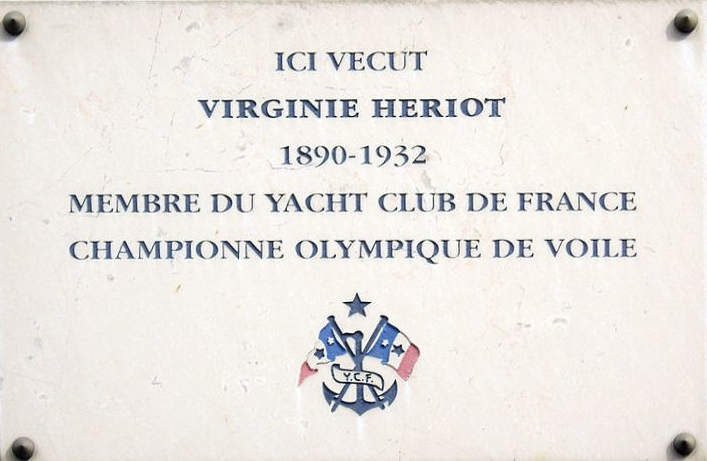
Табличка на парижской резиденции Виржини Эрио

В начале 1932 года Виржини Эрио была серьёзно травмирована, попав в шторм между Венецией и Грецией, но отказалась прервать состязание. В конце августа во время регаты в Аркашоне она потеряла сознание на борту «Aile VII», но тем не менее стартовала. Во время пересечения финишной черты она упала в обморок, и на следующий день, 28 августа 1932 года скончалась на борту «Ailée II».

## Память
21 мая 1946 года Yacht Club de France принял решение об организации в память о Виржинии Эрио международных соревнований на яхтах класса «Дракон». С той поры «Coupe Virginie Hériot» проводится ежегодно, и является одним из основных европейских соревнований среди яхтсменов.